# 參考問題

## 種類

### 指引性問題
此類問題不需圖書館專業知識，只要館員熟知館舍及設備的配置即可。通常此類問題佔參考問題之大宗。如“廁所在哪？”、“開放到幾點？”等等。

### 快速參考問題
此類問題要求簡單明確的答案，無須深入探討，運用一般參考書即可回答。如“玉山多高？”、“ALA是什麼機構”等等。

### 特殊檢索性問題
此類問題牽涉的範圍較廣泛，且不一定有固定的答案，此時參考館員應該指引讀者查詢參考工具，或提供館內可用的資源。

### 研究性問題
此類問題通常由特殊檢索性問題轉變而來，通常是讀者針對某一主題作深入研究探討。此類問題在學術及專門圖書館佔有較高的比例。